# Le Sourd
Le Sourd – miejscowość i gmina we Francji, w regionie Hauts-de-France, w departamencie Aisne.
Według danych na styczeń 2014 roku gminę zamieszkiwało 176 osób, a gęstość zaludnienia wynosiła 23,9 osób/km².